# David Trimble
William David Trimble, Barão Trimble (15 de outubro de 1944 – 25 de julho de 2022) foi um político da Irlanda do Norte que serviu como presidente do Partido Unionista do Ulster de 1995 até 2005 e primeiro-ministro da Irlanda do Norte de 1998 até 2005.
Recebeu juntamente com John Hume o Nobel da Paz de 1998, "devido a seus esforços por uma solução pacífica do conflito norte-irlandês".

## Biografia
David Trimble foi educado na Bangor Grammar School e se formou na Queen's University, em Belfast, em 1968, com honras de primeira classe em Direito. Foi admitido na Ordem dos Advogados da Irlanda do Norte em 1969 e, no mesmo ano, tornou-se professor de Direito na Queen's University. Foi nomeado Professor Sênior em 1977 e, entre 1981 e 1989, foi Chefe do Departamento de Direito Comercial e Imobiliário.
Ele se casou com Daphne Elizabeth, née Orr, em 1978, e eles tiveram quatro filhos: Richard, Victoria, Nicholas e Sarah.
Enquanto professor de direito na Queen's University de Belfast, Trimble foi eleito para a Convenção Constitucional da Irlanda do Norte para o Partido Unionista Progressista de Vanguarda (VUPP) em 1975. O VUPP se opôs ao governo britânico direto da Irlanda do Norte e pressionou por medidas rigorosas contra o Exército Republicano Irlandês (IRA). Trimble tornou-se vice-líder do VUPP, apoiando uma coalizão com o Partido Social Democrata e Trabalhista (SDLP). Em 1977, ingressou no Partido Unionista Oficial (hoje Ulster) e, eventualmente, tornou-se membro executivo do UUP. Foi vice-presidente da Associação Unionista do Vale de Lagan de 1983 a 1985, tornando-se presidente em 1985. De 1990 a 1996, foi secretário honorário do Conselho Unionista do Ulster e, de 1989 a 1995, presidente do Comitê Jurídico do UUP.
Em 1990, se tornou membro do Parlamento Britânico. A eleição de Trimble foi considerada uma vitória para a ala direita do UUP, principalmente devido à sua associação com Ian Paisley, o líder militante do Partido Unionista Democrático (DUP). Em 1995, Trimble negociou um compromisso que permitiu a Ordem de Orange, uma organização fraternal protestante, marchar pelo bairro católico romano de Portadown. Após a marcha, Trimble e Paisley foram vistos celebrando sua vitória sobre os moradores católicos. Em setembro de 1995, sucedeu James Molyneaux como líder do UUP, derrotando o favorito pré-eleitoral, John Taylor.
Trimble foi incluído na delegação do UUP nas negociações entre todos os partidos no início da década de 1990. Apesar da sua associação com unionistas de linha dura, Trimble mostrou-se disposto a afastar-se das exigências unionistas tradicionais quando representou o UUP nas negociações de paz multipartidárias iniciadas em setembro de 1997. Estas negociações, que incluíram membros do Sinn Féin, a ala política do IRA, culminaram no Acordo de Sexta-Feira Santa (Acordo de Belfast), de abril de 1998, sobre medidas destinadas a restaurar a autonomia na Irlanda do Norte. Desafiando a oposição de Paisley e do DUP, bem como da ala conservadora de seu próprio partido, Trimble assinou o acordo e foi posteriormente vingado quando ele foi aceito em referendos realizados na Irlanda do Norte e na República da Irlanda em maio. Nas eleições para a nova Assembleia da Irlanda do Norte, realizadas no mês seguinte, o UUP conquistou o maior número de assentos. Trimble foi eleito membro da Assembleia por Upper Bann e em 1º de julho de 1998, foi eleito primeiro-ministro (Designado) na Nova Assembleia da Irlanda do Norte.
Em 1998, Trimble e John Hume, líder do Partido Social Democrata e Trabalhista (SDLP), receberam o Prêmio Nobel da Paz.
O conflito sobre o momento e a extensão do desarmamento do IRA bloqueou a implementação do Acordo de Sexta-Feira Santa até que Trimble, impulsionado pelas concessões do IRA, convenceu o Conselho Unionista do Ulster, o órgão dirigente do UUP, a permitir que ele compartilhasse a autoridade governamental com o Sinn Féin em 1999 e novamente em 2000. Em julho de 2001, Trimble renunciou brevemente ao cargo de primeiro-ministro, alegando que o IRA não havia cumprido seu acordo de desarmamento. Ele continuou no cargo até outubro de 2002, quando a Assembleia da Irlanda do Norte foi suspensa pelo governo britânico.
Numa cerimónia em Paris, a 8 de dezembro de 1999, Trimble foi nomeado Oficial da Legião de Honra pelo Governo francês. Em 2002, Trimble recebeu o Prêmio Golden Plate da Academy of Achievement.
Apesar de enfrentar dissensões internas sobre suas políticas e o UUP ter sido eclipsado nas eleições de 2003 pelo DUP como o maior partido unionista da Irlanda do Norte, Trimble foi reeleito líder do partido em 2004. Em 2005, no entanto, Trimble foi derrotado em sua tentativa de reeleição para a Câmara dos Comuns, e o UUP ganhou apenas uma cadeira, enquanto o DUP ganhou nove. Logo após a eleição, em 7 de maio, Trimble renunciou à liderança do UUP.
Em abril de 2006, foi anunciado que Trimble seria elevado à Câmara dos Lordes como par vitalício; em 2 de junho de 2006, foi criado Barão Trimble, de Lisnagarvey no Condado de Antrim. Oito meses depois, ele confirmou que deixaria a Assembleia da Irlanda do Norte na próxima eleição. Em abril do ano seguinte, ele deixou o UUP para se juntar ao Partido Conservador.
Em 14 de junho de 2010, Trimble foi nomeado observador da Comissão de Inquérito pública independente especial israelita Turkel sobre o ataque à flotilha de Gaza. O painel, em janeiro de 2011, concluiu que tanto o bloqueio naval de Gaza por Israel quanto a interceptação da flotilha "foram considerados legalmente de acordo com as regras do direito internacional".
Em 2016, Trimble apoiou o lado da saída no referendo do Reino Unido sobre a adesão à União Europeia. Ele disse que, se alguma vez teve dúvidas sobre a questão, "seus oito anos nos Comitês Selecionados da UE na Câmara dos Lordes – que examinam as operações da UE – o convenceram da necessidade de cortar laços com Bruxelas". Ele citou um estudo que concluiu que o crescimento econômico no Reino Unido diminuiu após a decisão de entrar no Mercado Comum e diminuiu ainda mais quando o Reino Unido entrou no Mercado Único.
Trimble morreu em 25 de julho de 2022, aos 77 anos de idade.